# گاگیک یکم
گاگیک یکم (به ارمنی Գագիկ Ա، به لاتین Gagik I) برادر سمبات دوم، هفتمین پادشاه دودمان باگراتونی است که از تاریخ ۹۸۹–۱۰۲۰ میلادی بر ارمنستان سلطنت کرد.

## تاریخ
گاگیک یکم پس از فوت برادرش سمبات دوم به سلطنت رسید. در زمان او ارمنستان به اوج قدرت و رفاه و تحول فرهنگی خود رسید.
فردریک ماکلر می‌نویسد:
«ارمنستان چنان قوی شده بود که هر گونه حمله مهاجمان نیرومند بیگانه را خنثی کند.»
پادشاه توانست همه نیروهای خود و همه سعی و همتش را در کار بسط و توسعه امنیت و رفاه مادی و معنوی ملتش متمرکز سازد. در دوران گاگیک یکم کلیساها و بناهای مذهبی و موسسات خیریه و ساختمان‌های جدیدی ساخته شد، و در دوران او معماری ارمنستان شکوفایی خیره کننده‌ای یافت. در کنار ارمنستان ایالت قارص به ترقی و آبادانی رسید پسر موشق پادشاه قارص، موسوم به آباص (۹۸۴–۱۰۲۹) پایتخت خود را تبدیل به مرکز فرهنگ ارمنی کرد، چنان‌که همه جوانان ارمنی از همه نقاط ارمنستان برای تحصیل فلسفه و ادبیات و الهیات به آن شهر می‌آمدند.

تورن بیز می‌نویسد:
این شاهزاده که دوران جوانی خود را به بی‌اعتمادی و فرومایگی گذرانید و هیچ به نظر نمی‌آمد که سلطنت پرافتخاری داشته باشد همینکه بر تخت سلطنت نشست مرد دیگری شد. او افراط کاری‌ها را جبران کرد، از ادبیات و هنر حمایت نمود و از پایتخت خود یک آتن کوچک بوجود آورد.